# Belgi
Belgi je skupno ime za plemena, ki so poseljevala severno Galijo med Renom in Seno. Ta plemena so bila deloma keltskega, deloma pa germanskega rodu. Prvič so Belgi omenjeni v 1. stoletju pr. n. št., v času med 75 in 50 pr. n. št. pa se je del teh plemen izselil v današnjo Anglijo, kjer so se ustalili in ustanovili nekatera še danes pomembna mesta.

## Plemena
Najpomembnejša plemena, ki jih prištevamo med Belge so bila:
- Ambiani
- Remi
- Suesioni
- Belovaki
- Atrebati
- Kantijci
- Katevelauni